# شبيه يونكس

مخطط يبين نظم يونكس الرئيسية

شبيه-يونكس (بالإنجليزية: Unix-Like)‏ (يشار إليه أيضا بشكل مختصر بـ UN*X أو nix*، للتحايل على المسائل المتعلقة بالعلامات التجارية)، هو نظام التشغيل يحاكي ويتصرف مثل يونكس لكن ليس من الضروري أن يكون مبنيًّا أو معتمدًا على أي إصدار من مواصفات يونكس الواحدة. يمكن أن يشمل هذا المصطلح الأنظمة الحرة أو مفتوحة المصدر تلك التي استوحت تصميم يونكس من مختبرات بيل أو لتحاكي خصائصه، باختصار تنبع التسمية من كون النظام صمم ليطابق معايير يونكس (Unix) لكنه في ذات الوقت ليس يونكس، ولا يقتصر في تصميمه على يونكس بل يسعى للأفضل حتى وإن كان موجودا في يونكس.

## مصطلح «شبيه-يونكس» ويونكس والعلامات التجارية
المجموعة المالكة للعلامة التجارية يونكس والتي تشرف على مواصفات يونكس الواحدة لا يوافقون ويرفضون مصطلح شبيه-يونكس، ويعتبرونه إساءة استخدام للعلامة التجارية الخاصة بهم. وعملت الأطراف الأخرى التي كانت لها أنظمة مبنية على يونكس لتحريف الاسم إلى Un*x" أو "*nix"، وإلى Unix-like هربا من الملاحقة القانونية وحقوق الملكية الفكرية التي تجعل العلامة التجارية يونكس ملكا لأصحابها ولا يجوز لأحد استخدامها إلا بترخيص وإذن رسمي منهم، وكانت مثل هذه التراخيص تحد من حرية الاستخدام والتعديل، وتعتبر اعتراف بحق مالكي العلامة التجارية بالمطالبة بأموال. ومن الأمثلة على هذه الأطراف التي كانت تتبع مواصفات نظام يونكس وحصلو على الرخصة من مالكي يونكس: آي بي إم إيه آي إكس، إتش بي - يو إكس، آيركس، لينكس، مينيكس، ألتريكس، وزينيكس.
بدأت تسمية شبيه يونكس (بالإنجليزية: Unix-like)‏ عندما تحول نظام يونكس من نظام حر إلى نظام مغلق، هذا الأمر لم يعجب المشاركين في المشروع مثل BSD، والتي أخذت مواصفات نظام يونكس، وكانوا يتشاركون مع يونكس بأن كليهما برمجيات حرة. وقد جرت معارك قانونية لهذا السبب فيما بينها فيما بعد.
الخلاصة أن هناك نوعين هما:
- أنظمة مثل آي بي إم إيه آي إكس وماك أو أس أكس وسولاريس وآيركس وألتريكس، وهي تتبع معايير يونكس ومعايير بوزيكس، وحصلت على الرخصة من المالكيين لنظام يونكس.
- أنظمة مثل مينيكس ولينكس وفري بي إس دي وكيو إن إكس، هي أيضا أنظمة تتبع معايير يونكس ومعايير بوزيكس، لكنها لم تحصل على الرخصة بذلك، على الارجح لأنها لا تريد الاعتراف بحق يونكس القانوني، لاحتمالية وقوعهم في مشاكل قانونية.

في عام 2007 حرمت الجامعة الألمانية كاسل باتفاق ملزم قانونيا من استعمال الاسم "UNIK" ويبدو جلياً أن السبب في ذلك يرجع إلى التقارب مع الاسم الأصلي يونكس (UNIX). لذلك اعتبروه تعدياً على العلامة التجارية الخاصة بهم.

## الفئات
حسب رأي دينيس ريتشي، أحد المبتكرين الأصليين ليونكس، إن الأنظمة الشبيهة بيونكس مثل لينكس، هي في الواقع يونكس، واقترح إريك ستيفن ريموند بأن هناك ثلاثة أنواع من الأنظمة الشبيهة بيونكس:

### أنظمة يونكس الجينية
تلك النظم التي اتصلت وارتبطت تاريخيا بالكود الأصلي لشركةإي تي أند تي (إي تي أند تي)، معظم (وليس كل) أنظمة يونكس التجارية تقع ضمن هذه الفئة. وكذلك الحال مع أنظمة BSD، التي كان أصلها جامعة كاليفونيا في بيركلي في أواخر عام 1970 وفي وقت مبكر من عام 1980. بعض هذه النظم قد لا يكون أخذ من الكود الأصلي التابع لشركة إي تي أند تي (إي تي أند تي)، لكن هل من الممكن أن نستطيع تتبع أصول شيفرتهم المصدرية. وما هي الشيفرات المصدرية التي أخذوها من شركة إي تي أند تي (إي تي أند تي) أو تلك التي كتبوها بأنفسهم.

### يونكس العلامة التجارية
هذه النظم تجارية إلى حد كبير بطبيعتها وتحمل الكثير من مواصفات يونكس، لكن ليس مسموح لها أن تحمل اسم يونكس. مثل هذه النظم التي معظمها اشتق من الكود الخاص بنظام يونكس الخامس (System V). بالرغم من أن بعض الأنظمة (مثل IBM z/OS) قد حصلت بالفعل على العلامة التجارية من خلال التوافق مع معايير بوزيكس، لكنها في جوهرها ليست إلا أنظمة يونكس مهما اختلفت تسمياتها. ومن الجدير بالذكر أن نظام ابل ماكنتوش العاشر (Apple ماكOS X 10.5)، وBSD فيما بعد هما البديلان وأن أنظمة يونكس القديمة لم تعد تلبي وتجاري التطورات الجارية.

### أنظمة يونكس الوظيفية
أي نظام شبيه بيونكس يتصرف على نحو يتفق مع مواصفات يونكس بشكل كبير، وهنا نشير إلى أنظمة مينيكس ولينكس (Linux or Minix) التي تتشابه مع يونكس وتتبع مواصفات مشابهة له، لكن ليس لها أي صلة وراثية أو علامة تجارية تخص شركة إي تي أند تي، أو أنها أخذت من تلك الأنظمة الاحتكارية شيئا. معظم البرامج الحرة والمفتوحة المصدر صممت ليونكس سواء كانت نظم يونكس الجينية أم لا.